# Al-Qarara
Al-Qarara o Al Qarara (en árabe: القرارة‎) es una localidad palestina situada al norte de Jan Yunis, en la gobernación de Jan Yunis, en el sur de la Franja de Gaza. Según la Oficina Central de Estadísticas de Palestina, al-Qarara tenía una población de 29.004 habitantes en 2017. La ciudad está a 24 km al sur de la ciudad de Gaza, y era un pueblo agrícola. Se estableció en rutas comerciales que se remontan a la Edad de Bronce.
La ciudad alberga el Museo Cultural Al Qarara, que contiene más de 3.500 objetos arqueológicos, históricos y numismáticos de la región de Gaza. Los objetos datan del año 4000 a. C. hasta el siglo XXI, muchos de los cuales fueron recogidos o donados por miembros de la comunidad local.

## Guerra Gaza-Israel
Durante la Guerra Israel-Gaza de 2023-2024, Al-Qarara fue bombardeada en varias ocasiones desde el inicio de la guerra y su población evacuada por orden de las Fuerzas de Defensa Israelíes. La ciudad fue sitiada y las correspondientes incursiones de las FDI se repitieron hasta el verano de 2024.
El Museo Cultural Al-Qarara fue destruido en dos ocasiones. En octubre de 2023, sufrió daños parciales, a los que siguió la devastación total durante nuevos bombardeos en noviembre. El acceso al recinto no se restableció hasta julio de 2024, tras la retirada de las fuerzas israelíes de la zona.

## Véanse también
- Museo de arqueología de Gaza
- Destrucción del patrimonio cultural palestino durante la invasión israelí de Gaza